# ミルティン・ミランコビッチ
ミルティン・ミランコビッチ（セルビア語: Милутин Миланковић, Milutin Milanković、1879年5月28日 - 1958年12月12日）は、セルビアの地球物理学者である。ミランコビッチ・サイクルと呼ばれる地球の公転軌道の離心率と自転軸の傾きと自転軸の歳差運動により、周期的に気候が変動することを研究したことで知られる。

## 人物・生涯
オーストリア＝ハンガリー帝国のオシエクの近郊のDaljに生まれた。ウィーン工科大学で土木工学を学び、ウィーンの Adolf Baron Pittel Betonbau-Unternehmung の工場で働き、多くの建物の建築にたずさわったが、1909年にベオグラード大学の応用数学の教授の職についた。
1912年の初め、惑星の気候と温度に対する太陽の寄与に興味を持ち、研究の成果は1920年に『太陽の放射による熱現象の数学理論 (Théorie mathématique des phénomènes thermiques produits par la radiation solaire)』として発表された。この結果は科学の世界で評判になったが、1924年にウラジミール・ペーター・ケッペンとアルフレート・ヴェーゲナーが、『地質学的過去の気候 (Die Klimate der Geologischen Vorzeit)』を発表して、ミランコビッチの理論を支持するまで、必ずしも受け入れられなかった。
『気候学ハンドブック (Handbuch der Klimatologie)』の執筆に加わり、1930年には『気候の数理科学と季候変動に対する天文理論 (Mathematische Klimalehre und astronomische Theorie der Klimaschwankungen)』を発表した。19世紀にジェームズ・クロールによって仮定された理論を基に、地球の自転軸の歳差運動の理論を改良し、氷期の周期の理論を確立した。
セルビアで発行されている2000ディナール紙幣に肖像が使用されている。